# GM Small Gasoline Engine
Der GM Small Gasoline Engine (SGE) ist eine Familie von Drei- und Vierzylinder-Ottomotoren mit kleinem Hubraum von 1,0 bis 1,5 Litern, die von der Adam Opel AG, der Shanghai Automotive Industry Corporation (SAIC), MG Motor (MG), Shanghai GM (SGM) und dem Pan-Asia Technical Automotive Center (PATAC) entwickelt wurde.
Die neue globale Motorenfamilie ist darauf ausgelegt, den Kraftstoffverbrauch, die Leistung und die Emissionen zu verbessern sowie Geräusche und Vibrationen zu reduzieren. Um dies zu erreichen, zeichnet sie sich durch Leichtbauweise und Technologien wie Benzindirekteinspritzung, Turboaufladung, Ansaugkrümmer mit variabler Länge und Kompatibilität mit alternativen Kraftstoffen aus. Der Motor ist modular aufgebaut und hat austauschbare Komponenten, die an die jeweilige Anwendung angepasst werden können.
Zu den ersten Motorvarianten gehören
- 999 cm³ R3, DI DCVCP Turbo, 77,4 mm Hub und Opel Adam, Opel Corsa E und Opel Astra K
- 1.118 cm³ I3 PFI, 86,6 mm Hub und Opel Astra K
- 1.399 cm³ R4 DI DCVCP Turbo, 81,3 mm Hub und Opel Corsa E, Opel Adam und Opel Astra K
- 1.490 cm³ R4 PFI, 86,6 mm Hub und Opel Insignia B. Alle Motoren stammen von nur zwei Motorblöcken (Drei- und Vierzylinder), die sich eine gemeinsame 74-mm-Bohrung mit 81 mm Bohrungsabstand teilen. Mitsubishi Heavy Industries liefert einen einstufigen Single-Scroll-Turbolader.[2]

Um die NVH-Werte (Geräusch, Vibration and Rauheit) zu senken, ist die Kraftstoffleitung für die Direkteinspritzung über Buchsen am Zylinderkopf und am Ventildeckel befestigt, die das laute Ticken der Einspritzdüsen isolieren. Zu den weiteren Schalldämpfungsmaßnahmen gehören ein Zylinderblock mit Grundplatte, der die Steifigkeit erhöht und eine versteifte vordere Aluminium-Nockenwellenabdeckung. Die Dreizylinder-Varianten erhalten eine gegenläufige Ausgleichswelle (bei Motordrehzahl), die in die Ölpumpe integriert und in der zweiteiligen Aluminium-Ölwanne untergebracht ist, um Abstrahlungsgeräusche zu vermeiden.
Alle turboaufgeladenen Varianten liefern 90 Prozent ihres maximalen Drehmoments zwischen 1500 und 5000/min, wobei die Nennleistung zwischen 5600 und 6000/min anliegt. Die Abgasturbolader sind so konstruiert, dass sie ein schnelles Ansprechen ermöglichen. Erreicht wird dies durch Maßnahmen wie ein kleines Abgasgehäuse und in die Zylinderköpfe integrierte Abgaskrümmer.
Um die Masse zu reduzieren, sind die Motoren fast vollständig aus Aluminium gefertigt und haben Ansaugkrümmer aus Verbundwerkstoff. Die Masse des 1,4-Liter-Aggregats beträgt 98 kg.
Die Motoren werden erstmals im Opel Adam 2014 eingesetzt und im ungarischen Szentgotthárd sowie im GM-Werk Flint Engine in Flint (Michigan) produziert. Die neue Motorenfamilie soll bis zum Ende des Jahrzehnts auf andere Marken und Märkte ausgeweitet werden und drei separate Motorenfamilien (S-TEC, Familie 0 und Familie 1) ersetzen.